# عبد القادر حصرية
عبد القادر حصرية (مواليد دمشق عام 1961)، اقتصادي سوري يشغل منصب حاكم مصرف سوريا المركزي منذ 7 أبريل عام 2025، خلفًا لميساء صابرين التي شغلت المنصب بشكل مؤقت بعد سقوط نظام الأسد في ديسمبر 2024. يشمل مجال دراسته الأكاديمية السياسات العامة والإصلاح الاقتصادي والمالي. كان الحصرية شريكًا سابقًا في فرع شركة المحاسبة العالمية إرنست ويونغ في سوريا، وعُدّ تعيينه جزءًا من جهود إدارة الشرع لتعزيز الاستقرار الاقتصادي في البلاد بعد الإطاحة بنظام الأسد.

## سيرته
ولد عبد القادر الحصرية لأسرة دمشقية، فوالده عزة  حصرية (1914-1975) الذي يُعدّ من رواد الصحافة السورية البارزين ومؤسس جريدة العلم عام 1946 وصاحب امتيازها، ووالدته ماجدة الكزبري (1925-2003). درس المرحلة الابتدائية في مدرسة إبراهيم هنانو ثم أنهى دراسته الإعدادية والثانوية في ثانوية الثقفي بدمشق.
تخرج بدرجة في إدارة الأعمال من الجامعة الأميركية في بيروت، وحصل على درجتي البكالوريوس والماجستير في إدارة الأعمال. دكتوراه في التمويل من جامعة دُرم في المملكة المتَّحدة، وماجستير في القانون العام  من كلية أوسغود حول تطوير الحقوق في كندا، وليسانس في الحقوق من جامعة دمشق وبكالوريوس في علم الحاسوب من الجامعة اللبنانية الأميركية.
لعب دوراً بارزاً في صياغة قوانين مصرفية في سوريا، من بينها قانون المصارف الإسلامية، قانون شركات الصرافة، قانون التأجير التمويلي، وقانون "مصرف سورية المركزي. 
أسهم في تطوير نموذج التمويل العقاري والتشريعات المرتبطة به، وتنظيم مهنة خبراء التقييم العقاري، وتطبيق معايير التقارير المالية الدولية في القطاع المصرفي والشركات. 
شارك في وضع اللوائح التنظيمية لـ"هيئة الأوراق والأسواق المالية السورية" و"سوق دمشق للأوراق المالية"، مما ساعد على تعزيز الشفافية وتطوير بيئة الاستثمار في السوق المالية السورية.
بالتعاون مع البنك الدولي، ساهم في وضع قانون الشراكة بين القطاعين العام والخاص، إلى جانب الإطار المؤسسي لهذه الشراكة. كما قدّم الاستشارات لإصلاح "مصرف سورية المركزي" بالتعاون مع برنامج الأمم المتحدة الإنمائي "UNDP"، حيث عمل على تطوير الأطر التنظيمية للقطاع المصرفي وتعزيز كفاءة السياسات النقدية. 
شغل عضوية عدة مجالس إدارة، منها "هيئة التمويل العقاري"، و"المؤسسة العامة للتأمينات الاجتماعية"، "المؤسسة العامة للإسكان"، و"هيئة الاستثمار والتطوير العقاري".

## الخبرات المهنية
- محاسب قانوني معتمد "CPA" من "هيئة البورد في كاليفورنيا".
- مدقق داخلي معتمد "CIA"  من "معهد المدققين الداخليين" في فلوريدا".
- أخصائي تقييم معتمد "CSVA" من "المعهد الدولي لتقييم الأعمال".

وهو عضو أيضًا في عدة مؤسسات مهنية، منها:
- المعهد الكندي لعضوية مجلس الإدارة "ICD".
- المعهد الأميركي لمدققي الحسابات "AICPA".
- جمعية المحاسبين القانونيين في سورية.
- الجمعية الدولية للمدققين الداخليين.

كما شغل الحصرية بين عامي 2012 و2015 عضوية اللجنة المالية في "الاتحاد الدولي لجمعيات الصليب الأحمر والهلال الأحمر" في جنيف، ثم تولّى رئاسة اللجنة المالية العالمية وعضوية مجلس إدارة الاتحاد بين عامي 2016 و2019. كما أسس بالتعاون مع مجموعة من الخبراء والمستشارين السوريين في سوريا والخارج "المنتدى الاستراتيجي السوري" وهو منتدى للسياسات العامة قيد التأسيس كمؤسسة سوريّة غير ربحية وانتخب رئيساً لمجلس الأمناء.